# Escalar de Ricci
L'escalar de Ricci o escalar de curvatura en geometria de Riemann, és la forma més simple per descriure la curvatura d'una varietat de Riemann. Aquest escalar assigna a cada punt de la varietat un únic nombre real que caracteritza la curvatura intrínseca de la varietat en aquest punt.
En dues dimensions la curvatura escalar caracteritza completament la curvatura d'una varietat riemaniana. Tot i així, en dimensions iguals o superiors a 3, cal més informació (vegeu «curvatura de les varietats riemanianes» per a una discussió més extensa).
La curvatura escalar s'acostuma a denotar per S (altres notacions són Sc, R). Es defineix com la traça del tensor de curvatura de Ricci respecte a la mètrica:
{\displaystyle S={\mbox{tr}}_{g}\,Ric}
La traça depèn de la mètrica, ja que el tensor de Ricci és un tensor (0,2); primer s'ha de contreure amb la mètrica per obtenir un tensor (1,1) de cara a obtenir la traça. En termes de coordenades locals podem escriure:
{\displaystyle S=g^{ij}R_{ij}}
on
{\displaystyle Ric=R_{ij}\,dx^{i}\otimes dx^{j}}